# جون رايلي (لاعب كرة قاعدة)
جون رايلي (بالإنجليزية: John Reilly)‏ هو لاعب كرة قاعدة أمريكي، ولد في 5 أكتوبر 1858 في سينسيناتي في الولايات المتحدة، وتوفي بنفس المكان في 31 مايو 1937.

## وصلات خارجية
- جون رايلي على موقعبيزبول رفرنس.كوم (الدوري الرئيسي) (الإنجليزية)
- جون رايلي على موقعبيزبول رفرنس.كوم (الدوري الثانوي) (الإنجليزية)